# Уэйт, Дейзи
Дэйзи Уэйт (англ. Daisy Waite) — китайская актриса, модель и ведущая.

## Биография
Родилась 9 сентября 2005 года в городе Рединг (Великобритания). В возрасте трёх лет вместе с семьёй переехала в город Чанша, провинция Хунань (Китай). Известность получила благодаря роли Мэй Ху в китайском приключенческом фильме 2014 года Balala the Fairies: The Magic Trial. На телевидении больше всего известна своим участием в шоу Hunan Broadcasting System Playing Tricks (玩名堂), транслировавшееся на канале Aniworld Satellite. Также Дейзи была фотомоделью и позировала для бренда ANTA Sports.

## Фильмография

### Фильмы
| Год  | Название                                                     | Роль          |
| ---- | ------------------------------------------------------------ | ------------- |
| 2014 | Balala the Fairies: The Magic Trial 巴啦啦小魔仙之魔法的考驗 | Мэй Ху 美雪   |
| 2014 | The Boundary. 全城通缉                                       | Молодая Шао Ю |
| 2015 | Balala the Fairies: Princess Camellia 巴啦啦小魔仙之魔箭公主 |               |

### Телевидение
| Год  | Название                                                  | Роль             | Примечания  |
| ---- | --------------------------------------------------------- | ---------------- | ----------- |
| 2012 | Playing Tricks 红高梁                                     | Играет саму себя | 103 выпуска |
| 2015 | Balala The Fairies: The Mystery Note 巴啦啦小魔仙音符之谜 | Мэй Ху 美雪      | 52 эпизода  |